# Estación de Horta de San Juan
Horta de San Juan fue una estación ferroviaria situada en el municipio español de Horta de San Juan, en la provincia de Tarragona. Pertenecía al ferrocarril del Val de Zafán, que estuvo operativo entre 1942 y 1973. En la actualidad la estación se encuentra fuera de servicio, si bien el conjunto ferroviario ha sido incorporado a la Vía verde de la Tierra Alta.

## Historia
Los proyectos para la construcción del llamado ferrocarril del Val de Zafán datan del siglo XIX, si bien las obras de la sección comprendida entre Alcañiz y Tortosa no se pusieron en marcha hasta la década de 1920. En junio de 1938, en plena Guerra Civil, el ferrocarril llegó a Horta de San Juan, llegando a experimentar un gran tráfico durante la batalla del Ebro. Al año siguiente comenzarían a operar los servicios regulares de pasajeros en el trayecto comprendido entre Alcañiz y Bot. El tramo restante hasta Tortosa fue completado en septiembre de 1941, entrando en servicio toda la línea al año siguiente. Para entonces la estación de Horta de San Juan, al igual que la línea férrea, había pasado a manos de la recién creada RENFE.
Afrontando una fuerte decadencia, en 1973 la línea fue clausurada al tráfico por RENFE, siendo levantadas las vías en 1995. Años después el entorno de la estación fue rehabilitado e incorporado al trazado de la Vía verde de la Tierra Alta.

## Características
La estación contaba con un edificio de viajeros, un muelle de carga y una playa de cuatro vías —tres de ellas pasantes y una vía muerta—.